# جون ديمون
جون ديمون (1892 – 15 سبتمبر 1968) هو مبارز بالسيف من الولايات المتحدة راحل، مثّل بلاده في الألعاب الأولمبية الصيفية 1920.

## روابط رياضية
جون ديمون على موقع أوليمبيديا (الإنجليزية)